# Crkva sv. Petke kraj Vukovara
Hram Prepodobne matere Paraskeve na Dobroj vodi u Vukovaru (Crkva svete Petke), pravoslavna crkva u okolini Vukovara. Sagrađena je u razdoblju od 1807. do 1811. godine na mjestu gdje se nalazi izvor ljekovite vode.

## Povijest
Navodi se da je na tom mjestu jedan Vukovarac, koji je bio slijep od rođenja, progledao jer ga je sveta Petka dovela do izvora i rekla mu da se umije te da će progledati, što je on i učinio. Na tom je mjestu kasnije sagrađen hram. U njemu je prva liturgija služena 1808. godine, 8. kolovoza, na dan Prepodobne mučenice Paraskeve (svete Petke). Od 1811. godine crkva je bila filijalni hram, odnosno kapela Sabornog hrama svetog oca Nikolaja u Vukovaru, sve do 1995. godine, kad je odlukom episkopa Lukijana postala parohijski hram, a protojerej Jovan Radivojević njegovim dekretom postavljen za prvog starješinu.
Crkva sv. Petke obnavljena je 1905. i 1980. godine, ali je generalna adaptacija bila 1999. godine i od tada traje njeno uređivanje. Još uvijek traju radovi na freskama. Postavljen je i novi ikonostas u duborezu. Sve je u hramu napravljeno dobrovoljnim prilozima vjernika i prilozima skupljenim na humanitarnom koncertu "Put ka Dobroj vodi" (koji je inicirao Jovan Ajduković) i dvjema kazališnim predstavama u organizaciji Generalnog konzulata Srbije u Vukovaru. Uklonjeno je i brdo i crkva je otkopana kako bi se spasila od propadanja i vlage te su napravljene dvije pomoćne zgradice za prodaju svijeća i crkvenih suvenira. Tucanikom je nasut pristupni put i saniran most, koji je stradao u poplavama 2005. godine. Prije toga 10 mjeseci godišnje crkvi se zbog blata moglo otežano prilaziti.
Godine 2000. Srpska pravoslavna parohija u Vukovaru izdala je, u tiražu od 2.000 primjeraka i na 93. stranice, "Spomenicu hrama Prepodobne matere Paraskeve na Dobroj vodi u Vukovaru", čiji je autor protojerej Jovan Radivojević.

## Vanjske poveznice
|  | Zajednički poslužitelj ima još gradiva o temi Crkva sv. Petke kraj Vukovara |